# قسم آبدان الريفي (مقاطعة دير)
قسم آبدان الريفي (بالفارسية: دهستان آبدان) هي منطقة ريفية تقع في قسم في إيران. يقدر عدد سكانها بـ 1,668 نسمة .